# Turmburg

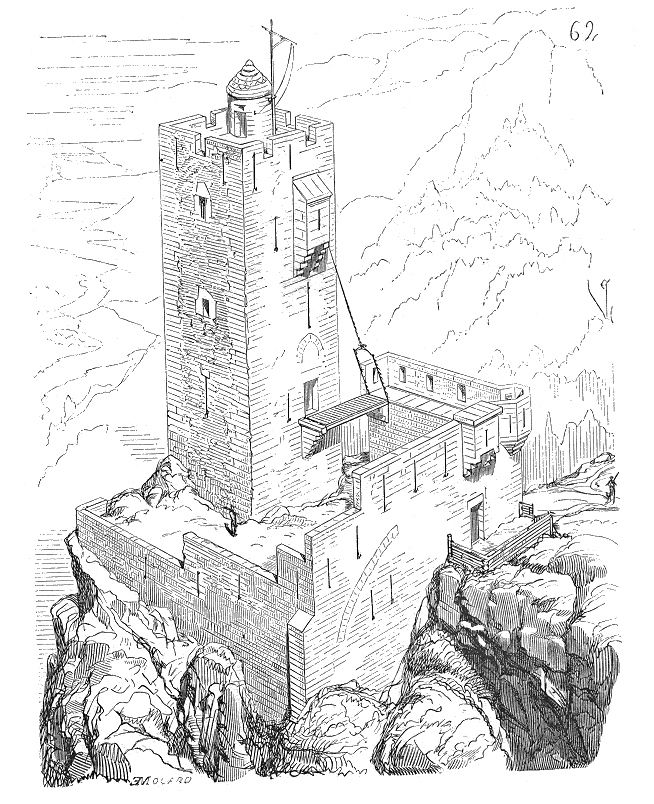
Rekonstruktion einer Turmburg von Viollet-le-Duc

Als Turmburg bezeichnet man eine kleine Burg, die im Wesentlichen aus einem wehrhaften Turm oder einem turmartigen Bau besteht, der auf gewachsenem Boden gründet. Damit unterscheidet sich die Turmburg von der Motte (Turmhügelburg), die zwar ähnlich aussehen konnte, aber auf einem künstlich aufgeschütteten Hügel errichtet wurde.
Man kann Turmburg aber auch als Oberbegriff verstehen, der sowohl ebenerdige Turmburgen als auch Turmhügelburgen umfasst. Nach diesem Verständnis wären Turmhügelburgen Anlagen auf einer künstlich überhöhten natürlichen Erhebung, während Motten künstlich aufgeworfene Hügel sind. Burganlagen auf künstlichen Überhöhungen von natürlichen Hügelspornen in eher flacher oder leicht hügeliger Umgebung werden in Österreich auch als Hausberge bezeichnet. Für die Verwendung als Oberbegriff spricht, dass nahezu jede Burg über die eine oder andere Form eines Turmes verfügte.
Dabei kann es sich um einen hölzernen oder steinernen Turm handeln, um einen Wohnturm oder einen Bergfried mit Ringmauer, um einen turmartigen Palas oder einen Palas neben einem Turm (Turmpalasburg). Da viele Turmburgen zumindest geringe zusätzliche Bauten, wie etwa eine – oft nur wenige Meter lange – Ringmauer aufweisen, ist die Grenze zur „gewöhnlichen“ Burg fließend. Auch der Übergang zum Festen Haus ist fließend. Derartige Bauten entstanden vom 11. bis ins 15. Jahrhundert.
Zuweilen konnte in der Entwicklung einer Burg ein Wechsel von der Turmburg zur Motte stattfinden, wenn eine zunächst ebenerdig angelegte befestigte Anlage später durch Erdaufschüttung zu einer Motte umgestaltet, der Turm also „eingemottet“ wurde.
Die drei kleinen benachbarten thüringischen Ministerialenburgen Liebenstein (12. Jh.-16. Jh.), Ehrenburg (14.–15. Jh.) und Ehrenstein (12.–14. Jh.) werden heute als Turmpalasburgen eingestuft. Ihre Bergfriede sind zeitgleich im Mauerverbund mit dem angeschlossenen Palas aufgemauert worden. Meist wurde aber mit dem Turmbau begonnen. Die Burg Saaleck ist der Sonderfall einer Doppel-Turm-Burg. Das „G`schlössl“ in Leithaprodersdorf/Österreich gilt als eines der wenigen Objekte in Nordeuropa, bei denen die mittelalterliche Nachnutzung eines römischen Wartturmes als mittelalterlicher Wartturm – hier mit Wassergräben – nachgewiesen werden konnte.

Galerie
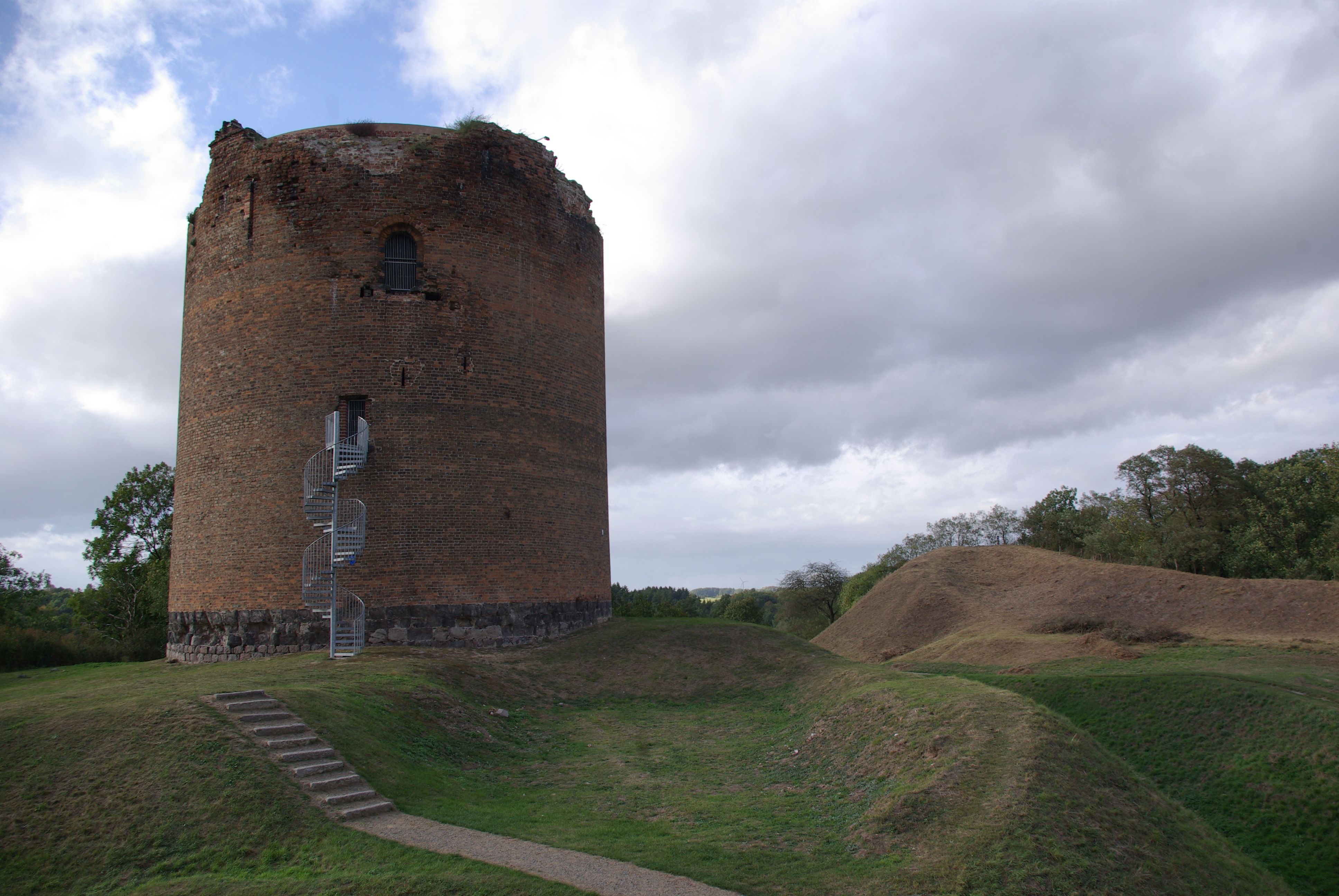
Gewaltiger Bergfried/Wohnturm „Grützpott“ der „Turmburg“ Burg Stolpe, Brandenburg
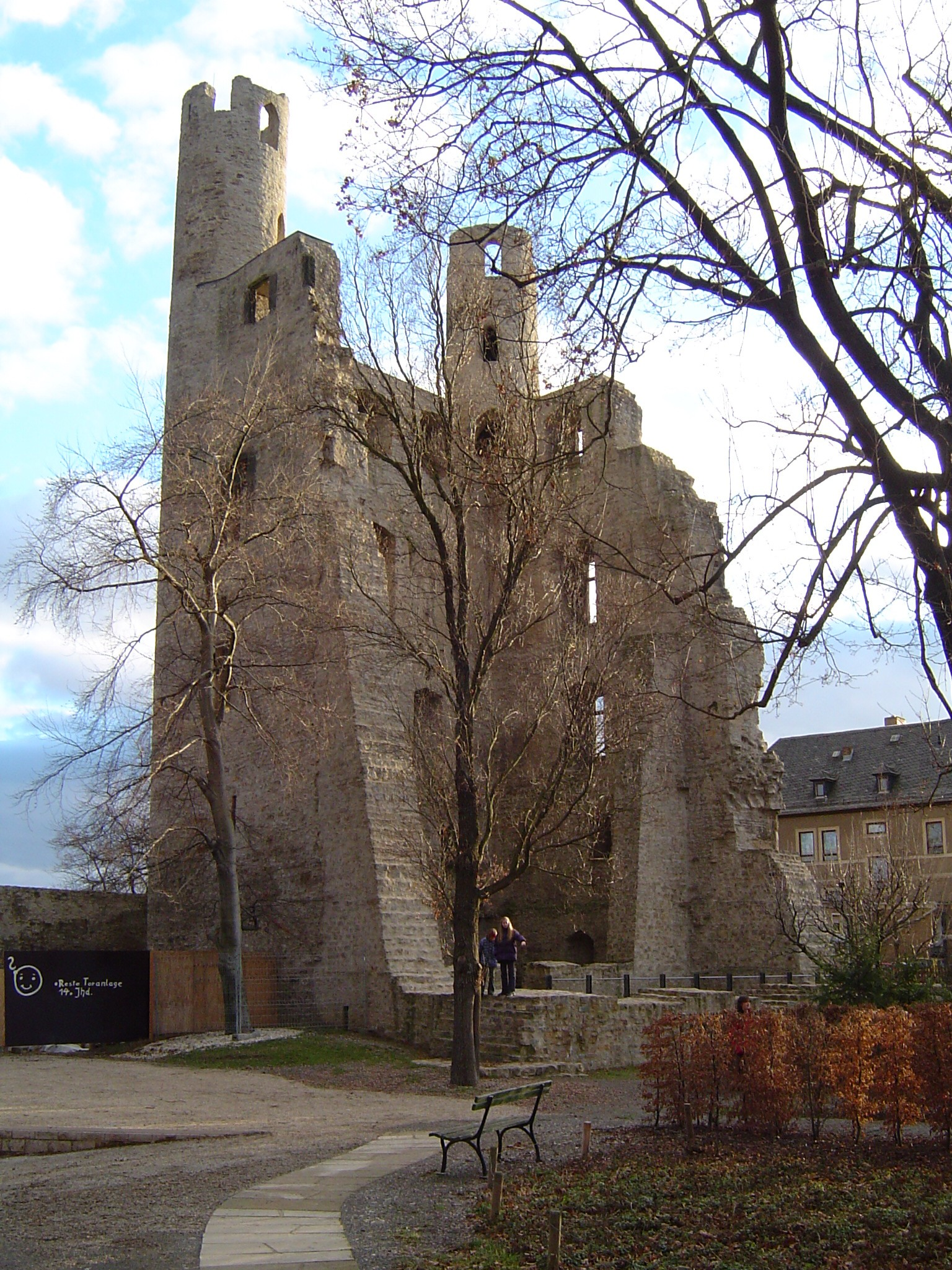
Ruine der Turmburg Hoher Schwarm, Saalfeld/Saale, Wohnturm mit mutmaßlich ehemals vier runden Ecktürmen, Thüringen
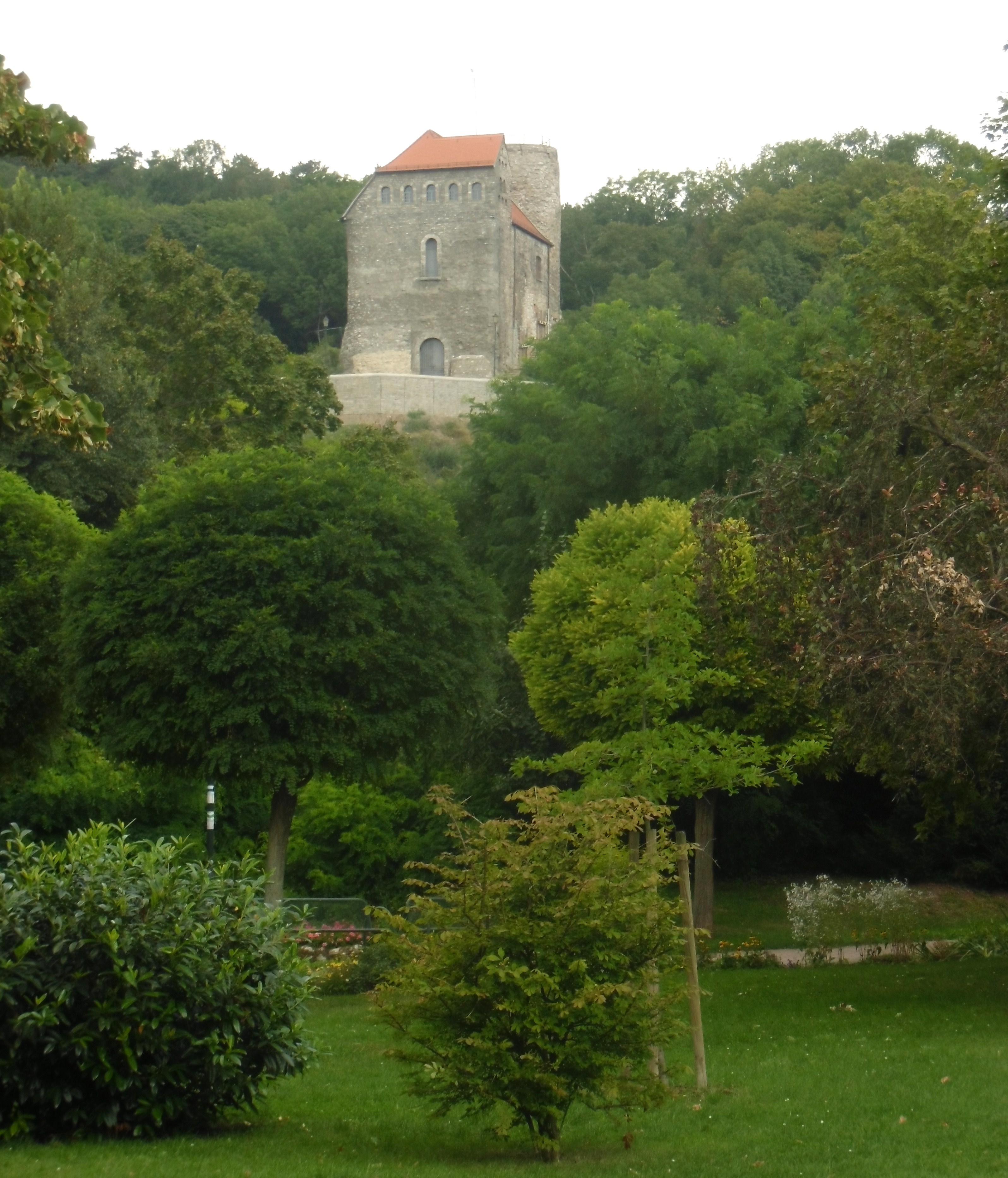
Hausmannsturm (Bad Frankenhausen), eine typische Turmburg mit später angebautem Palas, Thüringen
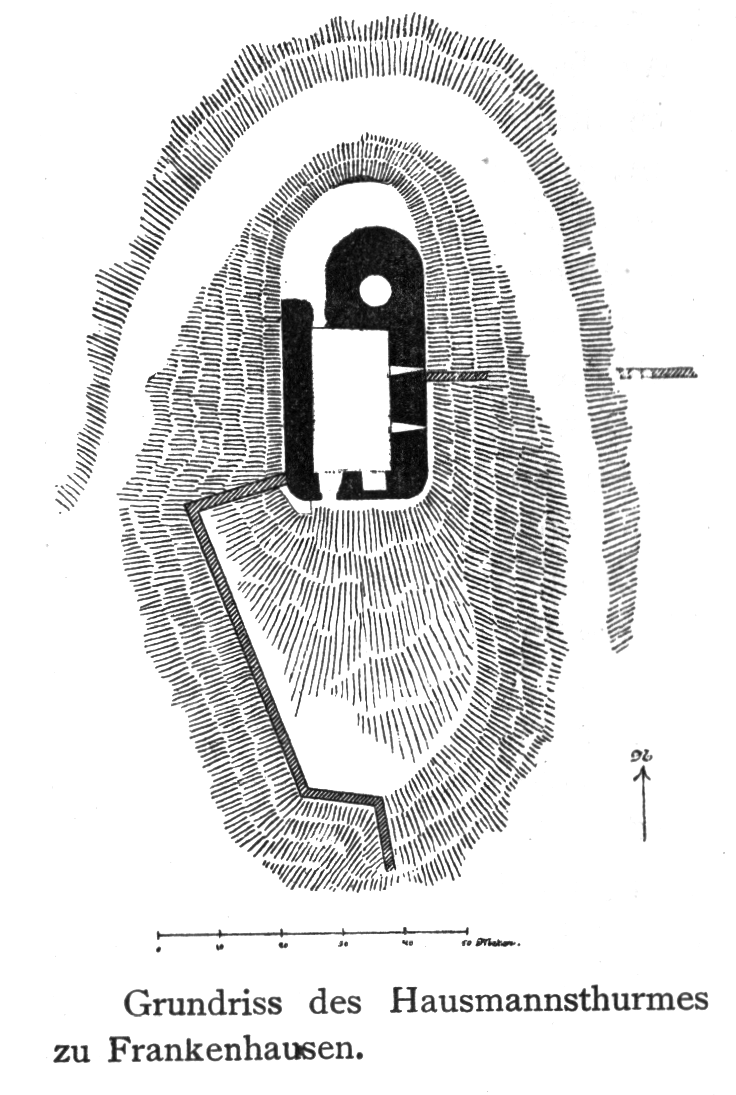
Hausmannsturm (Bad Frankenhausen), Grundriss
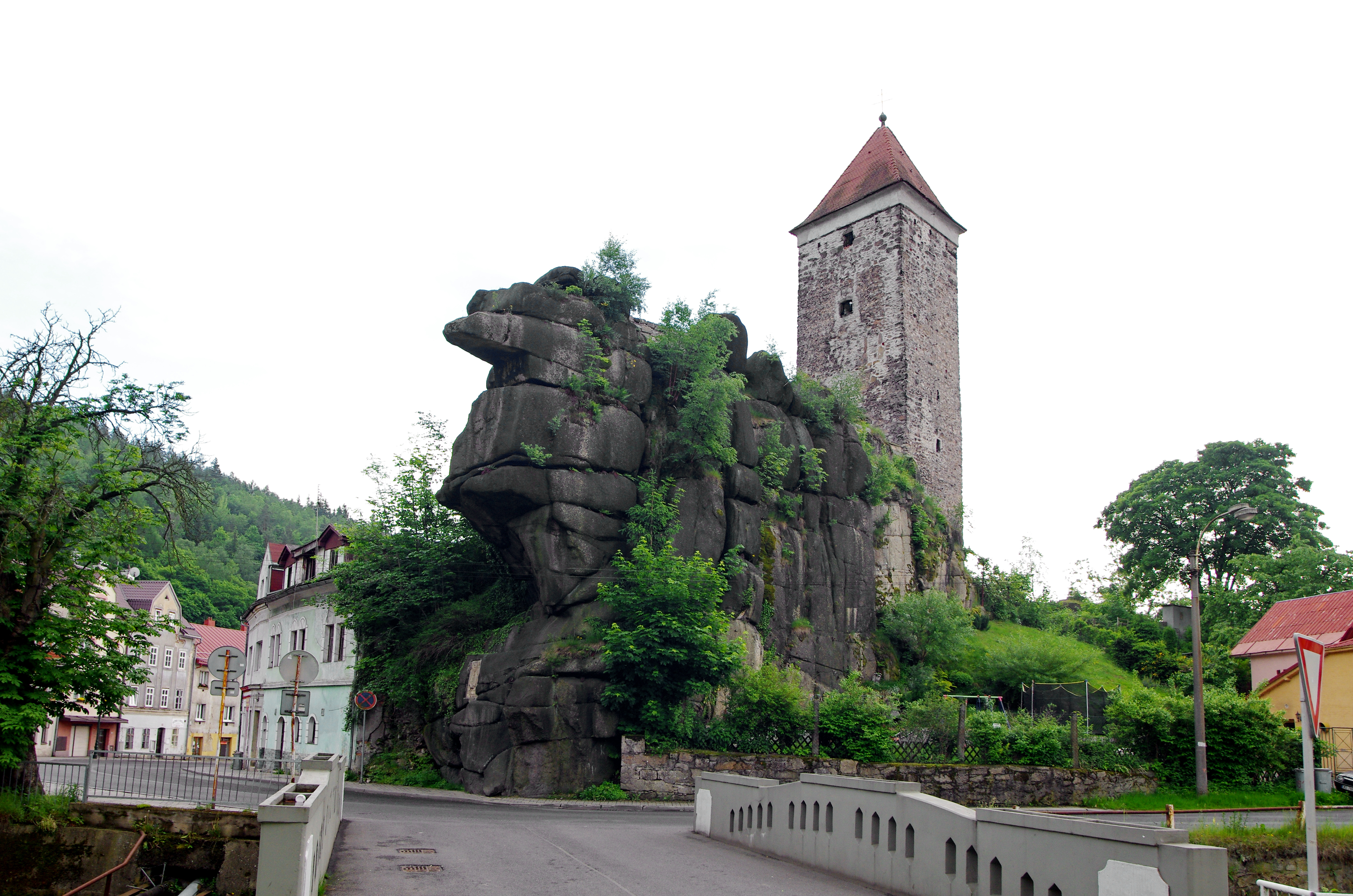
Burg Neudek, Reste einer Turmburg: Wartturm/Bergfried auf einem Felsen mitten im Tal mit ehemals daran angebauten Gebäuden, davon nur Teile der Umfassungsmauer mit Tor erhalten, Tschechien
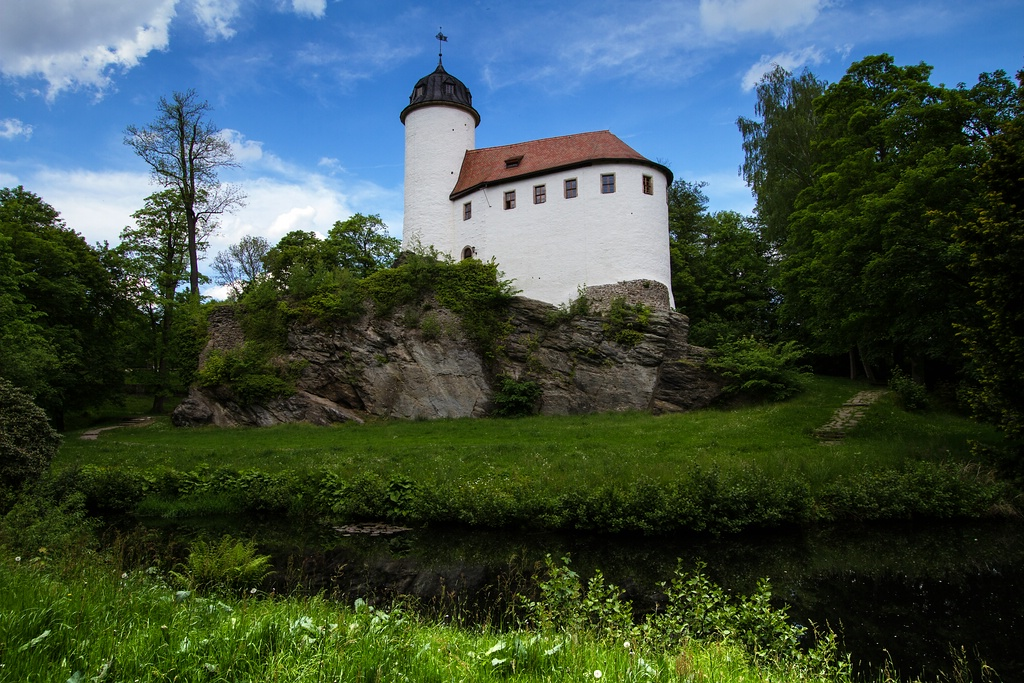
Erhaltene Oberburg der Burg Rabenstein (Chemnitz), eine klassische Turmburg, der angeschlossene Palas soll nachträglich errichtet worden sein, Sachsen
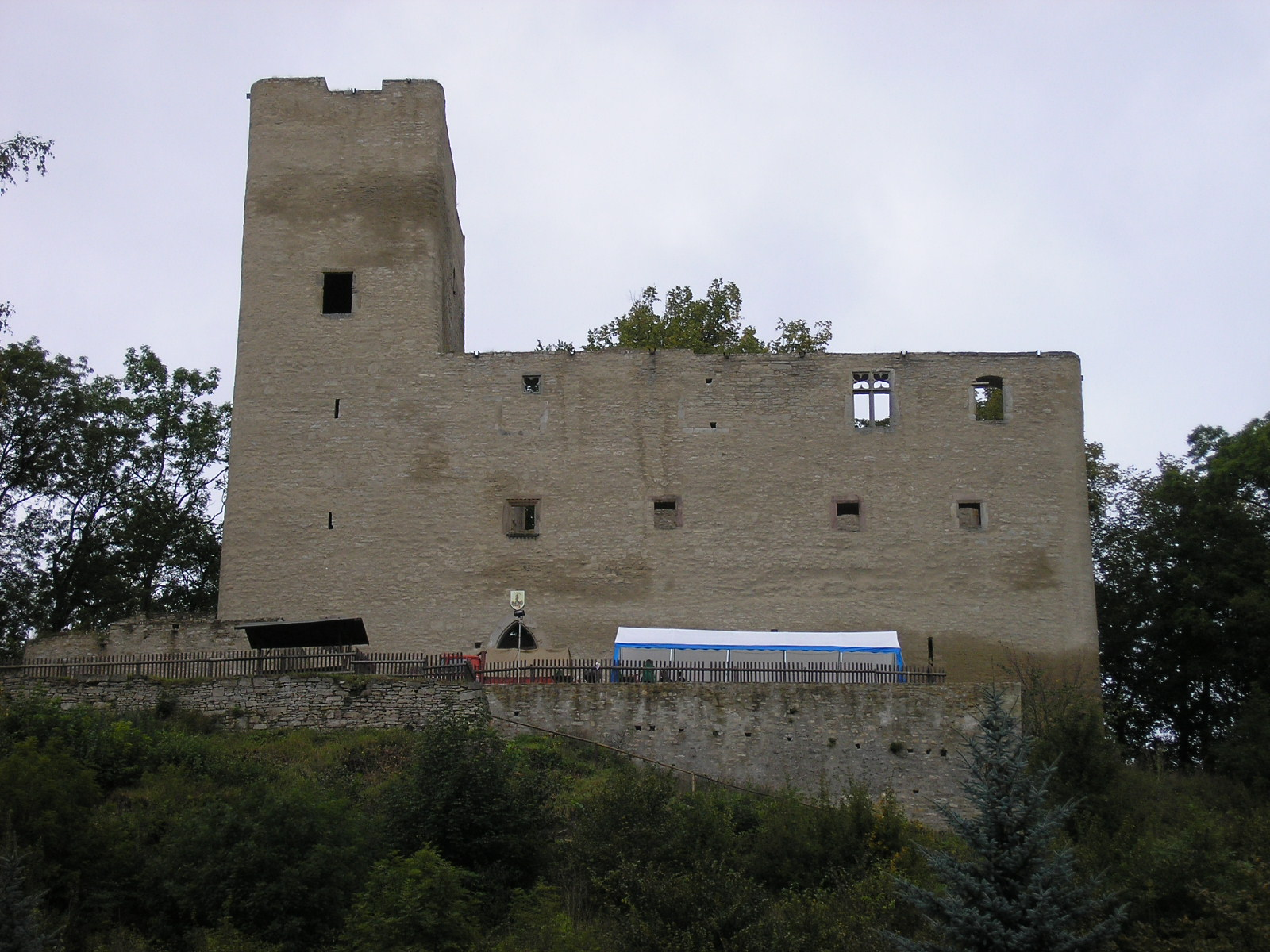
Turmpalasburg Liebenstein, Bergfried und Palas wurden zeitgleich im Verbund aufgemauert, Thüringen
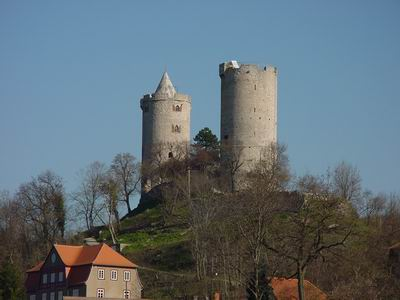
Burg Saaleck, eine Doppel-Turm-Palas-Burg, außer den zwei bewohnbaren Bergfrieden und einem nicht erhaltenen Palas blieb auf dem engen Felsplateau offenbar kaum Platz für weitere Gebäude

## Beispiele für Turmburgen
- Burg Stolpe, runder bergfriedartiger Wohnturm, Brandenburg
- Burgruine Hoher Schwarm, quadratischer Wohnturm mit runden Ecktürmen, Thüringen
- Burg Rechenberg, Ruine (ehem. quadratischer Turm abgerissen), Sachsen
- Burg Falkenstein, quadratische Turmfundamente auf Burgfelsen, Sachsen
- Burg Schöneck, Burg komplett abgetragen, Sachsen
- Burg Dölau, Breitwohnturm mit Anbau erhalten, Thüringen
- mittelalterlicher Wartturm (späteres Jagdhaus Breitenbrunn), mit umlaufendem Wassergraben, Sachsen
- quadratischer Wartturm/Wohnturm (1485), umbaut vom jüngeren Schloss Schönberg, Sachsen
- Burg Neudek, quadratischer Wartturm erhalten und Umfassungsmauer der Burganlage darunter, Tschechien
- wahrscheinlich alle Burganlagen mit rechteckigen Breitwohntürmen in Thüringen und Sachsen, siehe dazu Wohnturm
- die meisten der kleinen Burgen in Schottland und Irland mit rechteckigen Wohntürmen, siehe Tower House
- etliche Burgen in Dänemark nach Bauart des runden Wohnturmes, wie bei Burg Stolpe
- Burg Přimda, romanischer Wohnturmrest erhalten, Tschechien
- „G’schlössl“ in Leithaprodersdorf, urspr. römischer Wachtturm mit mittelalterlichem Nachfolgebau (Wartturm) mit Wassergräben, heute nur Grundmauerreste, Niederösterreich
- Ruine Oberes Baliken, fünfeckiger Turm (Turmburg), Schweiz